# Hedysarum campylocarpon
Hedysarum campylocarpon là một loài thực vật có hoa trong họ Đậu. Loài này được H.Ohashi miêu tả khoa học đầu tiên.